# Ragnar Falck
Johan Ragnar Falck, född 23 juli 1905 i Stockholm, död 26 mars 1966 i Oscars församling, Stockholm, var en svensk skådespelare, regiassistent, produktionsledare och konstnär.

## Biografi
Ragnar Falck var son till teaterelektrikern Karl Falck och Lina Palm samt från 1936 gift med Britta Brunius.
Falck filmdebuterade 1918 i Mauritz Stillers Thomas Graals bästa barn. Han studerade vid Dramatens elevskola 1925–1928 och var efter studierna verksam vid flera stockholmsteatrar. Utöver filminspelningar var Falck verksam vid Radioteatern, och gav även röst åt Prosit och Trötter i filmen Snövit och de sju dvärgarna 1938.
Falck studerade konst i Paris och London 1929. Separat ställde han ut på Gummesons konsthall 1940 där han täckte ett par väggar med snabbkarikatyrer av dåtidens radioartister. Han ställde ut abstrakt konst på Strömgalleriet 1946. Han medverkade i  vandringsutställningen Svensk teaterkonst 1916-1936 och samlingsutställningen Djurgårdsmässans teaterutställning på Liljevalchs konsthall. Som teaterdekoratör utförde han dekorationer till bland annat Blancheteatern, Folkteatern, Nya teatern, Boulevardteatern och Vinterpalatset i Stockholm. Han illustrerade och utgav boken Teaterhistorier 1947 och medverkade under signaturen Bandaktören med kåserier och illustrationer i Dagens Nyheter. Falck är representerad med dekorationsskisser vid Scenkonstmuseet.
På 1950-talet skapade han sagofiguren Nicke Lilltroll, ursprungligen för ungdomsprogrammet Veckans Allehanda i Sveriges Radio. Nicke Lilltroll har repriserats flera gånger.
Ragnar Falck gravsattes i minneslunden på Skogskyrkogården i Stockholm.

## Filmografi

### Skådespelare
- 1920 – Bodakungen
- 1925 – Två konungar
- 1926 – Ebberöds bank
- 1930 – Vi två
- 1932 – Landskamp
- 1932 – En stulen vals
- 1934 – Fasters millioner
- 1934 – Sången till henne
- 1935 – Munkbrogreven
- 1936 – Skeppsbrutne Max
- 1937 – Snövit och de sju dvärgarna (röst i originaldubb)
- 1938 – Du gamla du fria
- 1938 – Sol över Sverige
- 1940 – Romans
- 1940 – Hanna i societén
- 1940 – Den blomstertid
- 1940 – Blyge Anton
- 1941 – Första divisionen (film)
- 1941 – Fröken Kyrkråtta
- 1941 – Landstormens lilla argbigga
- 1941 – Livet går vidare
- 1943 – Det spökar, det spökar ...
- 1943 – En melodi om våren
- 1943 – I brist på bevis
- 1944 – På farliga vägar
- 1944 – En dag skall gry
- 1945 – Barnen från Frostmofjället
- 1945 – Tre söner gick till flyget
- 1945 – Änkeman Jarl
- 1946 – Harald Handfaste
- 1947 – Kronblom
- 1949 – Bara en mor
- 1951 – Dårskapens hus
- 1952 – Snurren direkt
- 1955 – Så tuktas kärleken
- 1956 – Tarps Elin
- 1958 – Laila
- 1960 – Bröllopsdagen

### Regi
- 1944 – Fia Jansson från Söder
- 1944 – Släkten är bäst
- 1946 – Begär (assistent)

## TV-teater och TV-serier
- 1961 – Bröllopet på Seine
- 1962 – Halsduken (TV-serie)
- 1963 – Ett drömspel

## Teater

### Roller (ej komplett)
| År   | Roll                                | Produktion                                                                    | Regi               | Teater                        |
| ---- | ----------------------------------- | ----------------------------------------------------------------------------- | ------------------ | ----------------------------- |
| 1917 | Andra kungen                        | Prinsessans visa Anna Wahlenberg                                              | Josua Bengtson     | Intima teatern                |
| 1918 | Ernst                               | Ljunghuset Nils Wilhelm Lund                                                  | Einar Fröberg      | Intima teatern                |
| 1920 | Clarence                            | Änkleken (Home and Beauty) W. Somerset Maugham                                | Rune Carlsten      | Intima teatern                |
| 1920 | Maurice                             | Min far hade rätt (Mon père avait raison) Sacha Guitry                        | Einar Fröberg      | Intima teatern                |
| 1921 | En betjäntpojke                     | Jokern (A Social Convenience) H. Marsh Harwood                                | Olof Molander      | Dramaten                      |
| 1922 | Knut                                | Erna Einar Fröberg                                                            | Gustaf Linden      | Dramaten                      |
| 1922 | Hugenberg                           | Lulu (Erdgeist) Frank Wedekind                                                | Maria Orska        | Blancheteatern                |
| 1923 | Piccolo                             | Sköldpaddskammen (Der Schildpattkamm) Richard Kessler                         | Karl Hedberg       | Dramaten                      |
| 1925 |                                     | Madame Flirt X-tian                                                           | Harry Bergvall     | Lilla Folkteatern             |
| 1927 | En betjänt                          | Den inbillade sjuke (Le Malade imaginaire) Molière                            | Olof Molander      | Dramaten                      |
| 1928 | Fången nr 6 Arbetare Poliskonstapel | Hoppla, vi lever! (Hoppla , wir leben!) Ernst Toller                          | Per Lindberg       | Dramaten                      |
| 1928 | Bischof                             | Diktatorn (Le Dictateur) Jules Romains                                        | Per Lindberg       | Dramaten                      |
| 1931 | Kalle Trans, skomakargesäll         | 33.333 Algot Sandberg                                                         | Sigurd Wallén      | Folkteatern                   |
| 1932 | Muggs, ficktjuv                     | Tjuvar och hedersmän (Turn To the Right!) Winchell Smith                      | Oscar Lund         | Folkteatern                   |
| 1932 | Emil Andersson, viktualiehandlare   | Onsdagsflickan (Peter den store) Paul Sarauw                                  | Albert Ranft       | Folkteatern                   |
| 1932 | A.A. Hurley, tränare                | Boxare (Is Zat So) James Gleason och Richard Taber                            | Oscar Lund         | Folkteatern                   |
| 1932 | Herr Cohn                           | Tredubbelt gifta (Abieʼs Irish Rose) Anne Nichols                             | Semmy Friedmann    | Blancheteatern                |
| 1933 |                                     | Frans Fransson och son Ernst Berge                                            | Thor Modéen        | Vanadislundens friluftsteater |
| 1933 | Bengt Gylling                       | Sverige är räddat Erik Lindorm                                                |                    | Folkteatern                   |
| 1933 |                                     | En kvinna med flax Brita von Horn                                             | Per-Axel Branner   | Folkteatern                   |
| 1934 |                                     | Strumpebandet (Getting Gertie’s Garter) Avery Hopwood                         | Harry Roeck-Hansen | Blancheteatern                |
| 1934 | En fotograf                         | En hederlig man Sigfrid Siwertz                                               | Alf Sjöberg        | Dramaten                      |
| 1937 | Hap                                 | Ringdans, eller Kärlek i tungvikt (Is Zat So) James Gleason och Richard Taber |                    | Odeonteatern, Stockholm       |
| 1937 | Henry                               | Vår ära och vår makt (Vår ære og vår makt) Nordahl Grieg                      | Alf Sjöberg        | Dramaten                      |
| 1937 | Paulin Colin                        | Khaki (Le Matériel humain) Paul Raynal                                        | Alf Sjöberg        | Dramaten                      |
| 1950 | Krokfinger-Jakob                    | Tolvskillingsoperan (Die Dreigroschenoper) Bertolt Brecht och Kurt Weill      | Ingmar Bergman     | Intiman                       |
| 1963 | Notarien                            | Sagan Hjalmar Bergman                                                         | Ingmar Bergman     | Dramaten                      |
| 1964 | Trädgårdstjänaren                   | Tre knivar från Wei Harry Martinson                                           | Ingmar Bergman     | Dramaten                      |
| 1965 | En bonde II                         | Mutter Courage (Mutter Courage und ihre Kinder) Bertolt Brecht                | Alf Sjöberg        | Dramaten                      |

### Regi
| År   | Produktion | Upphovsmän        | Teater                   |
| ---- | ---------- | ----------------- | ------------------------ |
| 1947 | Advent     | August Strindberg | Stockholms studentteater |

### Scenografi
| År   | Produktion                            | Upphovsmän                                 | Regi               | Teater         |
| ---- | ------------------------------------- | ------------------------------------------ | ------------------ | -------------- |
| 1934 | Strumpebandet Getting Gertie's Garter | Avery Hopwood Översättning Gösta Cederlund | Harry Roeck-Hansen | Blancheteatern |

## Radioteater

### Roller
| År   | Roll                  | Produktion            | Regi           |
| ---- | --------------------- | --------------------- | -------------- |
| 1940 | Lukas Ferm, skomakare | 33,333 Algot Sandberg | Carl Barcklind |